# Östersjön (Långaryds socken, Småland)
Östersjön är en sjö i Hylte kommun i Småland och ingår i Nissans huvudavrinningsområde. Sjön har en area på 0,126 kvadratkilometer och ligger 152,1 meter över havet. Sjön avvattnas av vattendraget Träppjaån.

## Delavrinningsområde
Östersjön ingår i det delavrinningsområde (632398-135077) som SMHI kallar för Mynnar i Nissan. Medelhöjden är 150 meter över havet och ytan är 9,3 kvadratkilometer. Det finns ett avrinningsområde uppströms, och räknas det in blir den ackumulerade arean 35,78 kvadratkilometer. Träppjaån som avvattnar avrinningsområdet har biflödesordning 2, vilket innebär att vattnet flödar genom totalt 2 vattendrag innan det når havet efter 64 kilometer. Avrinningsområdet består mestadels av skog (78 %). Avrinningsområdet har 0,21 kvadratkilometer vattenytor vilket ger det en sjöprocent på 2,3 %.